# Barbarito Díez
Barbarito Diez Junco (Bolondrón, 4 de diciembre de 1909-La Habana, 6 de mayo de 1995) fue un cantante cubano de música popular romántica, en los géneros del danzón y el bolero. Poseedor de una voz «insólitamente hermosa», fue conocido también como "La Voz de Oro del Danzón".

## Biografía
Bárbaro Diez Junco fue hijo del matrimonio de Eugenio Diez y de Salustiana del Junco y de las Mercedes. A los 4 años, junto a su familia, se trasladó al municipio de Manatí en la Provincia de Las Tunas, donde su padre trabajó como obrero de la empresa azucarera Manatí Sugar Company. Allí inició sus estudios de educación primaria y comenzó a cantar en los actos culturales. Una de sus profesoras fue quien descubrió su voz y talento musical y lo incorporó al coro de su escuela en los actos públicos.
A fines de los años 20 formó el trío "Los Gracianos" con el trovador Graciano Gómez y el músico Isaac Oviedo, dando inicio de esta forma a su vida profesional.
A partir de 1935, ingresó como voz solista en la orquesta del director y arreglista cubano Antonio María Romeu, reemplazando al vocalista Fernando Collazo. Con esta orquesta, interpretó danzones, sones y boleros por más de cinco décadas. Esta agrupación, con sus modificaciones normales en la plantilla de músicos, acompañó a Díez en sus presentaciones y sesiones de grabación, incluso después de la muerte de Romeu, acaecida el 18 de enero de 1955, cuando asumió la dirección de la orquesta y la llamó "Barbarito Diez y su orquesta" hasta los años ochenta. Paralelamente a su labor en la orquesta de Romeu, fundó el Cuarteto Selecto, con el que realizó presentaciones en los cabarets de la bohemia habanera de los años cuarenta.
Aunque su estilo estuvo siempre vinculado al danzón, en 1984 grabó en Venezuela su único LP de boleros, acompañado con las guitarras y voces del grupo venezolano "La Rondalla Venezolana". Esta coproducción, hecha por convenio entre la empresa venezolana "Palacio de la Música" y la discográfica estatal cubana EGREM, que tenía en exclusividad a Diez, incluyó clásicos de la música popular como los boleros Frenesí e Idolatría y Arroyito de mi Pueblo, valse del músico y compositor dominicano Billo Frómeta.
Hacia el final de su carrera artística, decidió disolver la orquesta que le acompañaba en sus últimos tiempos, debido a fricciones personales surgidas entre los músicos. Barbarito Díez murió en La Habana, retirado de toda actividad artística, el 6 de mayo de 1995 a consecuencia de la diabetes mellitus luego de haber sufrido la amputación de sus piernas.